# Pablo I Šubić
Pablo I Šubić de Bribir (en croata: Pavao I. Šubić Bribirski, en húngaro: bribiri I. Subics Pál; c. 1245-1 de mayo de 1312) fue ban de Croacia entre 1275 y 1312, y señor de Bosnia de 1299 a 1312. Como primogénito de Esteban II de la noble familia Šubić, heredó el título de conde de Bribir. Fue nombrado ban en 1273 y relevado de su cargo en 1274, luego de su participación en disputas entre las ciudades costeras dálmatas de Trogir y Split, y volvió a ocupar el cargo en 1275.
Con la ayuda de sus hermanos, Mladen I y Jorge I, impuso un gobierno directo sobre la mayoría de las ciudades costeras. La disputa por las tierras de la familia Kačić en el sur de Croacia, conocida por sus actos de piratería en el mar Adriático, puso a Pablo en conflicto con la República de Venecia. Al mismo tiempo, los Šubić se aliaron con la Casa de Anjou de Nápoles. La lucha con Venecia continuó de forma intermitente hasta un tratado de paz en 1294.
Durante la crisis de sucesión de la década de 1290, emergió como uno de los oligarcas más poderosos del reino y fue el principal aliado de los angevinos en su lucha contra la Casa de Árpad. En 1300, invitó al contendiente angevino al trono, Carlos Roberto, a Split y desde allí lo acompañó a Zagreb, donde Carlos fue reconocido como rey de Hungría y Croacia. No participó en las actividades posteriores del pretendiente en Hungría, donde no fue reconocido como rey durante otros diez años. Pablo expandió su dominio hacia el este, sobre el Banato de Bosnia en 1299, y Hum en 1301, cuyos territorios repartió entre los miembros de su familia. En 1304, dirigió una campaña en Bosnia después de que los rebeldes mataran a Mladen I, a quien había nombrado ban de Bosnia. La rebelión fue sofocada rápidamente y pasó el título de ban a su hijo, Mladen II.
La autoridad del rey sobre las tierras de Pablo fue solo nominal durante todo su gobierno, durante el cual logró convertir sus títulos en hereditarios para su familia. Sus sedes principales estaban en Bribir y la ciudad de Skradin. Emitió su propia moneda, acuñada con plata de Bosnia, y dispuso el establecimiento de tres nuevas diócesis católicas en Croacia. En 1311, asistió a una revuelta contra Venecia en Zadar y obtuvo el control de la ciudad, lo que condujo a una nueva guerra. Pablo murió poco después de la captura de Zadar, en mayo de 1312, mientras se estaban llevando a cabo negociaciones de paz con Venecia. Le sucedió su hijo mayor, Mladen II.

## Primeros años

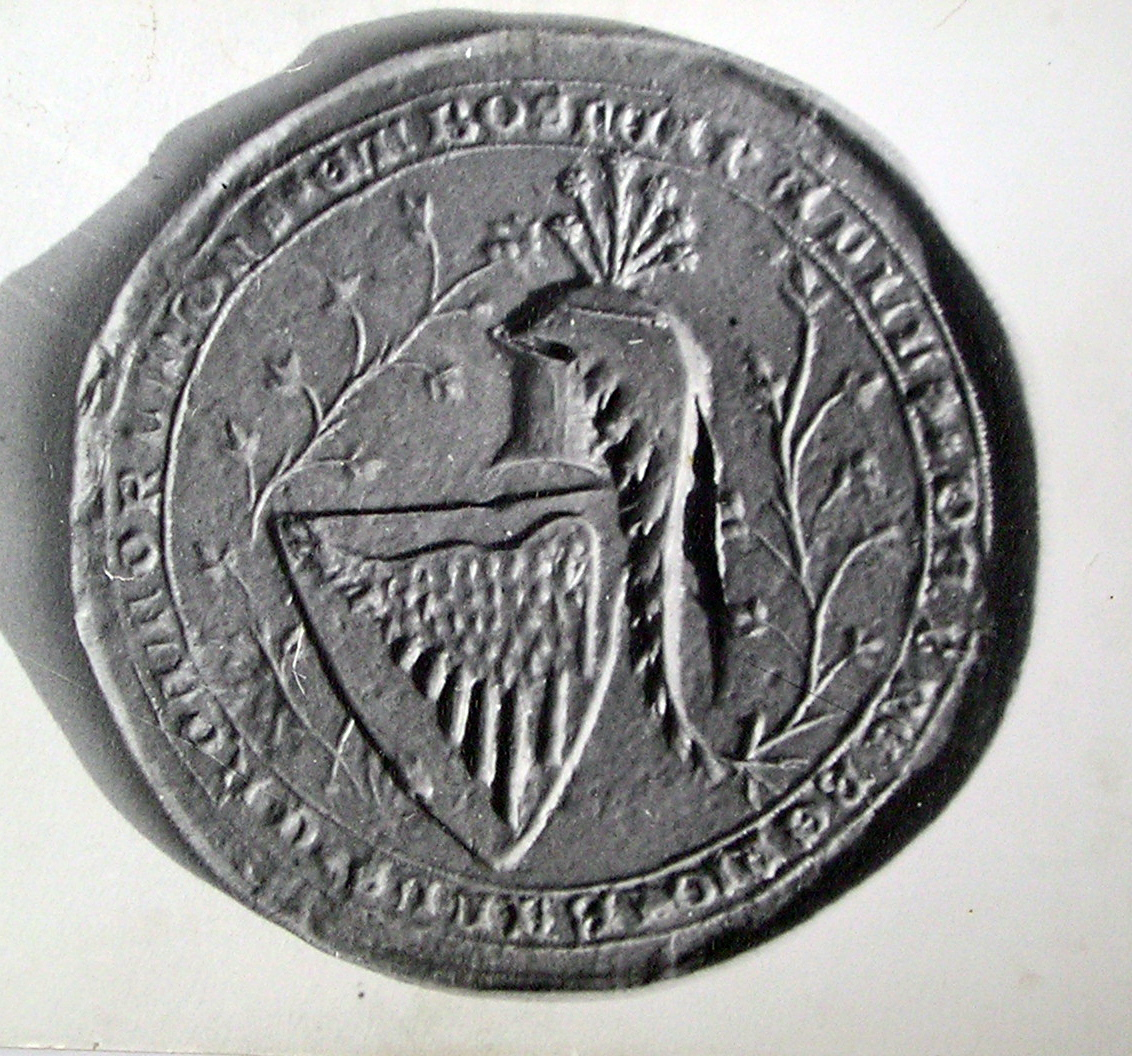
El sello de Pablo, que dice «Pablo de Bribir, Ban de los Croatas y Señor de Bosnia».

Pablo era el primogénito de Esteban II de la familia Šubić, la casa noble más influyente en el Reino de Croacia y Dalmacia, en ese momento en una unión personal con el Reino de Hungría. Se desconoce la fecha exacta de su nacimiento, aunque el año se estima alrededor de 1245. Tenía dos hermanos, Mladen I y Jorge I. De sus hermanas, se conoce el nombre de una llamada Stanislava. El padre de Pablo participó en la guerra contra el Imperio mongol en 1242, cuando el rey Bela IV de Hungría se refugió en la ciudad de Trogir, que gobernaba. Por su ayuda, Bela IV le otorgó el Condado de Bribir de forma hereditaria en 1251. Alrededor de este tiempo, Esteban II emergió como jefe de la familia Šubić, luego de una lucha interna por el liderazgo. Junto con Trogir y Bribir, los Šubić gobernaron el Condado de Šibenik. La madre de Pablo, cuyo nombre no se conoce, estaba relacionada con la Casa de Árpád, probablemente pertenecía a una de sus ramas femeninas.
Pablo heredó el título de conde de Bribir de su padre, que murió antes de 1267. La primera mención de su nombre se produce en 1272, cuando era podestà de la ciudad de Trogir. En mayo de 1273, era conde de Trogir y Split. Su hermano, Jorge I, fue nombrado conde de Šibenik. Pablo tenía buenas relaciones con los Gutkeled y apoyó al ban de Eslavonia, Joaquín Gutkeled, quien probablemente era su primo, en su lucha con los nobles en competencia. A partir de 1273, se le menciona como ban de las regiones marítimas (en latín: banus maritimus), en reemplazo de Mauro. El ban de las regiones marítimas, también conocido como ban de Croacia, fue en el siglo XIII el diputado del ban de toda Eslavonia, que gobernaba tanto el Reino de Croacia como Eslavonia. A través de este deber, la influencia de Pablo y sus hermanos creció rápidamente.

## Reinado

### Consolidación del poder

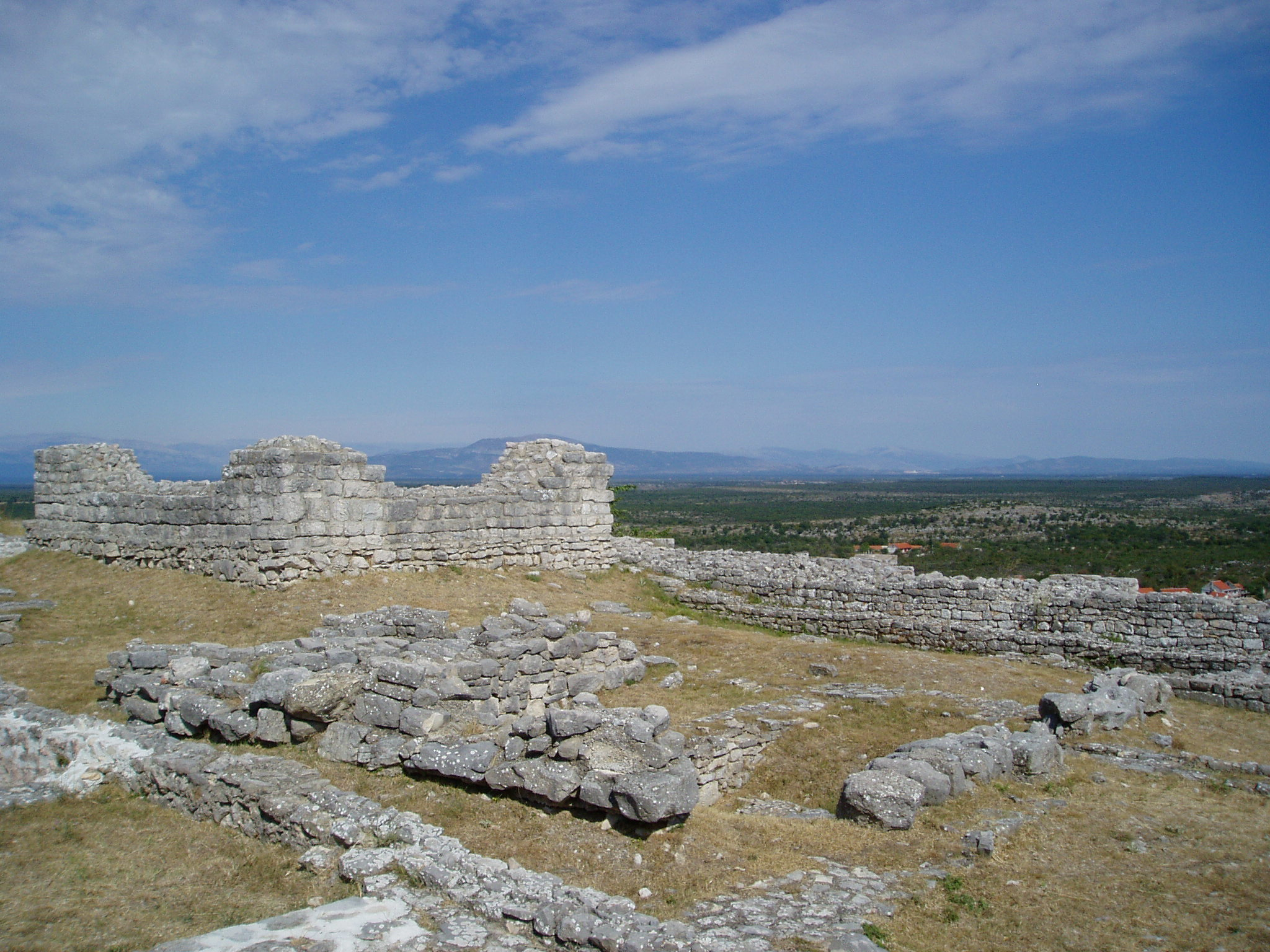
Restos de la fortaleza de Bribir, una de las sedes de Pablo.

Pablo se involucró en la larga disputa entre Split y Trogir. Las dos ciudades estaban en guerra en la década de 1240 por posesiones en el interior de Split. Pablo actuó a favor de Split y trató de fortalecer su dominio sobre la otra ciudad, que se había amotinado contra su dominio. Ignoró las advertencias del rey Ladislao IV, quien tomó la ciudad bajo su protección. En el invierno de 1273/1274, Split atacó la fortaleza de Klis, cuyo castellano era partidario de Trogir. Si bien el ataque fracasó, Pablo logró subyugar a Trogir en la primavera de 1274. También estuvo involucrado en la disputa entre Šibenik y Trogir sobre la Iglesia de Šibenik. Favoreció la posición de Šibenik y presionó para la secesión de su Iglesia de la diócesis de Trogir. Luego fue removido brevemente del cargo de ban en la segunda mitad de 1274. Regresó a su cargo en el verano del año siguiente. El puesto de ban de toda Eslavonia fue ocupado conjuntamente por Iván Kőszegi y Nicolás Gutkeled. Para Nicolás, se estableció un nuevo título, ban de toda Croacia y Dalmacia. Nicolás ostentó este título en 1275, y Pablo siguió siendo el único ban en Croacia después de mudarse a Hungría.
El hermano de Pablo, Mladen I, lo sucedió como podestà de Trogir, y más tarde fue conde de Trogir y Split. Hacia 1278, los Šubić gobernaban casi todas las ciudades costeras al sur de la montaña Velebit. Entre ellos estaba Skradin cerca de Šibenik. Skradin fue uno de los asientos de Pablo, junto con Bribir, Klis y la fortaleza Ostrovica. Además de estos, también poseía los castillos de Knin y Počitelj. Las tierras de propiedad de los Šubić no formaban un área compacta y competían con otras familias nobles por el control de condados y fuertes.
Pablo buscó consolidar su control sobre las posesiones de la familia Kačić, un bastión pirata en el sur de Croacia, centrado alrededor de la ciudad de Omiš. La Casa de Anjou del Reino de Nápoles también participó activamente en la represión de los piratas de esa zona. Durante este período, las familias Šubić y Anjou establecieron relaciones amistosas. Los angevinos controlaban el sur de Italia, que era una importante fuente de cereales para las ciudades costeras de Dalmacia y el interior a finales del siglo XIII. Los primeros contactos entre las dos familias se hicieron antes del segundo mandato de Pablo como ban, por iniciativa de los angevinos que vieron en ellos aliados potenciales.
Las fuerzas angevinas tomaron las islas de Hvar y Brač de los Kačić en 1275. La República de Venecia inició su propia guerra contra los Kačić en 1276. En abril de 1278, las islas de Hvar y Brač reconocieron la autoridad veneciana. Esto amenazó los intereses de los Šubić e intervinieron en el conflicto contra la república. En el curso de la guerra, Pablo obtuvo el control de Omiš y la isla de Brač, donde nombró a un noble de Zadar para que la gobernara. Jorge I fue nombrado conde de Omiš. Los Kačić ya no estaban en el poder, lo que eliminó la amenaza de los piratas a los barcos de Šubić en el mar Adriático.
En 1288, Pablo comenzó a negociar un acuerdo de paz con Venecia. Después de largas conversaciones, se concluyó un tratado de paz en mayo de 1290. Sus representantes en las negociaciones garantizaron que los piratas de Omiš no atacarían los barcos venecianos y que no navegarían en el norte del Adriático. Se reconoció la autoridad de la república sobre las islas de Hvar y Brač. Las ciudades de Trogir, Šibenik y Split acordaron pagar veinte mil liras a los venecianos como garantía. Estos garantizaron que no atacarían los territorios de Pablo y dieron a su hermano, Jorge I, pasaje libre en sus visitas a los Estados Pontificios y en otros viajes. El tratado de paz se rompió en mayo de 1293, cuando la república capturó Omiš con la ayuda de un noble local. El conflicto se reanudó y duró hasta marzo de 1294 y se firmó un nuevo tratado de paz, en las mismas condiciones que el primero, y Omiš regresó a los Šubić. Pablo se dedicó a buscar aliados en Venecia, a través de sus vínculos con la familia Tiepolo, así como en las comunas dálmatas de Rab y Zadar, controladas por los venecianos. Se establecieron lazos matrimoniales con la Casa de Gorizia, que eran rivales de Venecia.
Pablo mantuvo buenas relaciones con el papa y la Iglesia católica. Compartió intereses comunes con la curia romana en suprimir la herejía en la región y contrarrestar el dominio veneciano en el Adriático, y ambos apoyaron a la Casa de Anjou en su reclamo al trono. Sus contactos se hicieron más frecuentes a partir de 1290, durante el pontificado del papa Nicolás IV. Antes de convertirse en papa, Nicolás fue el ministro provincial franciscano de Eslavonia, que cubría el Reino de Croacia y Dalmacia. Los Šubić también estaban cerca del movimiento franciscano en Croacia.

### Crisis de sucesión

El dominio de Pablo entre los otros oligarcas durante el interregno.

Con la muerte del rey Ladislao IV en 1290, que no dejó herederos, estalló una guerra de sucesión entre Andrés III de la Casa de Árpád, apoyado por la mayoría de los nobles húngaros, y Carlos Martel de la Casa de Anjou, con el apoyo de la mayor parte de la nobleza croata. Entre ellos estaban las familias Šubić, Kurjaković, Frankopan y Babonić, pero su lealtad variaba. Andrés III y Carlos Martel compitieron entre sí por el apoyo de la nobleza en Croacia y Eslavonia. Los angevinos se dirigieron principalmente a Pablo. El rey encontró un aliado en el ban de Eslavonia, Esteban III Babonić. Esto resultó en una disputa entre los Šubić y los Babonić sobre el Condado de Drežnik cerca de Bihać, que Andrés III concedió a los Babonić, mientras que los angevinos se lo concedieron a los Šubić.
En noviembre de 1291, los angevinos y Pablo acordaron la importación de grano de Apulia. En 1292, el padre de Carlos Martel, Carlos II, en nombre de su hijo, otorgó a la familia Šubić los derechos hereditarios de toda Croacia desde el monte Gvozd hasta el río Neretva, «con todos los barones, vasallos, ciudades, castillos y aldeas, con islas adyacentes y todos los derechos y pertenencias», con excepción de la parte más occidental de Croacia, gobernada por Frankopan. En 1293, Andrés III hizo un gesto similar al nombrar a Pablo ban hereditario de Croacia y Dalmacia. Con este movimiento, pudo ganarse su apoyo por un breve tiempo. El rey también pidió que reconociera a su madre, Tomasina Morosini, como duquesa de toda Eslavonia, título que abarcaba todo el territorio desde los ríos Drava y Danubio hasta el mar Adriático. Esto no fue aceptable para Pablo y se volvió hacia los angevinos.
La repentina muerte de Carlos Martel a causa de la peste en 1295 obstaculizó las ambiciones de la Casa de Anjou. Sus derechos al trono pasaron a su hijo, Carlos Roberto. Carlos II confirmó la posición de Pablo de ban de por vida. Andrés III fue aceptado como rey por la nobleza y siguió un breve período de paz. En 1299, el rey nombró a su tío, Albertino Morosini, duque de Eslavonia, y como no tenía hijos, fue el heredero al trono. Esto condujo a una nueva revuelta en nombre de Carlos Roberto. El mismo año, Carlos II confirmó todas las posesiones de los Šubić, tanto actuales como futuras, con la condición de que proporcionaran tropas para las campañas angevinas. Las subvenciones anteriores no estaban condicionadas y Pablo comenzó a distanciarse de sus aliados.
Pablo sostuvo la opinión de que el derecho a los reinos húngaro y croata estaba determinado por la Santa Sede, sobre la base de que el rey croata Demetrio Zvonimir y el rey húngaro Esteban I fueron entronizados por el papa. Envió a Jorge I a visitar al papa en Roma y a la capital de los angevinos en Nápoles en enero de 1300. Jorge I convenció a Carlos II de presionar para que su nieto reclamara el trono y organizar su viaje por el mar Adriático hasta la ciudad de Split donde se reuniría con Pablo. También obtuvo la aprobación papal para uno de los objetivos de la familia Šubić, remover la iglesia en Šibenik de la jurisdicción del obispo de Trogir y crear una diócesis propia que estuviera bajo la autoridad del arzobispo de Split. Jorge I y Carlos Roberto llegaron a Split en agosto. Desde allí, Paul acompañó al pretendiente a Zagreb, donde los nobles leales, por ejemplo, Ugrin Csák, lo reconocieron como rey. De las tierras y ciudades bajo la autoridad de Pablo, solo la ciudad de Trogir, presumiblemente debido a la separación de la diócesis de Šibenik, intentó impugnar este reconocimiento.
El oponente de Carlos Roberto, Andrés III, murió en enero de 1301. Por esta época, Pablo estaba en peregrinación a Roma. Carlos Roberto partió a Esztergom, donde fue coronado en la primavera de 1301. No participó en las actividades posteriores del rey en Hungría, y se centró en expandir sus posesiones a la ciudad de Zadar, luego bajo el dominio veneciano, y el Banato de Bosnia. A pesar de la coronación, no fue completamente reconocido por otros diez años y gobernó solo algunas partes de Hungría, mientras que su poder en Croacia era solo nominal. Pablo rara vez hizo referencia al rey en sus estatutos y, de hecho, era un gobernante independiente dentro de su reino. La familia Šubić no asistió a la coronación de Carlos Roberto en 1309, a la que enviaron a sus emisarios. Jorge, que gobernó como conde de las ciudades marítimas, mantuvo contactos más fuertes con los angevinos debido a la amenaza de Venecia.

### Expansión

El dominio de Pablo en 1312 (Croacia, Bosnia y Hum), poco después de la toma de Zadar.

En 1299, Pablo amplió su dominio al Banato de Bosnia y tomó el título de señor de Bosnia (en latín: dominus Bosne). El principal aliado de Pablo en Bosnia fue Hrvatin Stjepanić de la familia Hrvatinić, con lazos de parentesco con los Šubić, que gobernó como conde de Donji Kraji. El gobierno de Pablo fue impugnado por el ban de Bosnia, Esteban Kotromanić. En la primavera de 1302, Mladen I marchó contra Esteban y, en mayo, obtuvo el control de la mayor parte del banato hasta el río Drina en el este. La ofensiva terminó en junio, cuando Mladen I, como nuevo ban de Bosnia, otorgó privilegios comerciales a Split desde Foča, un pueblo a orillas del Drina.
Pablo también se expandió hacia el sureste, en tierras gobernadas por el rey serbio Esteban Milutin, en 1301. Aprovechó la guerra civil en Serbia entre Esteban Milutin y Esteban Dragutin, y capturó toda la región de Hum. Luego atacó la ciudad de Kotor, con la ayuda de la flota veneciana, y de Dubrovnik y Zadar, ciudades bajo la soberanía de Venecia. La ciudad resistió el ataque, que fue el punto más lejano al que llegaron los ejércitos de Pablo. Las negociaciones de paz entre Pablo y Esteban Milutin se planearon en 1303, pero no se sabe si ocurrieron las negociaciones y cuál fue el resultado. El hijo mayor de Paul, Mladen II, fue nombrado señor de Hum. La administración de la tierra fue confiada a la familia Nelipić.
La muerte de su hermano Mladen I en junio de 1304, que según los informes había sido asesinado por los partidarios de Esteban Kotromanić, descrito por los Šubić como herejes, obligó a Pablo a liderar un ejército en Bosnia y reafirmar su autoridad. Restableció su gobierno en febrero de 1305 y pasó el título de ban a Mladen II. Pablo tomó el título de señor de toda Bosnia. Carlos Roberto concedió a Pablo el derecho hereditario al Banato de Bosnia en 1308.

### Últimos años

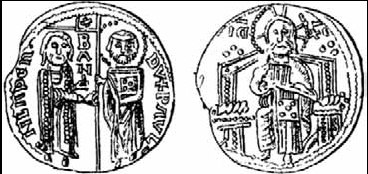
Monedas de Pablo y Mladen I.

Pablo prefirió el título ban de los croatas (en latín: banus Croatorum), en lugar de ban de Croacia o ban de las regiones marítimas, lo que sugiere que su poder provenía del pueblo y la nobleza croata en lugar de una autoridad superior. De esta manera, destacó su independencia del ban de toda Eslavonia. El escudo de armas de Pablo era el ala de un águila sobre un escudo. Mantuvo una cancillería tanto en Skradin como en Bribir. Emitió sus propias monedas, acuñadas con plata de Bosnia, y siguiendo el modelo del grosso veneciano. Las monedas llevaban los nombres de Mladen I y más tarde Mladen II, los banes de Bosnia y el nombre de Pablo.
Junto con la diócesis de Šibenik, se establecieron dos nuevas, una en Duvno y la otra en Omiš. En Skradin, que se convirtió en la sede principal de Pablo, se construyó la iglesia de san Juan Bautista. El ban escogió a ese santo como protector de su familia. También se construyó en Skradin el monasterio franciscano de santa Isabel, donde su hermana Stanislava sirvió como parte de la orden de las clarisas. En Bribir, se construyó la iglesia franciscana de santa María, que sirvió como iglesia funeraria de los Šubić.
Los Šubić invocaron la memoria de los primeros duques y reyes croatas de las dinastías Domagojević y Trpimirović, para retratar su gobierno como una continuidad. Esto se reflejó particularmente en la invocación del rey Demetrio Zvonimir, quien gobernó Croacia en la segunda mitad del siglo XI. Una crónica de principios del siglo XIV sobre Zvonimir, atribuida a los Šubić, dice que el rey fue enterrado en la misma iglesia que usaban los Šubić. En 1302, Pablo escribió al papa que Croacia era desde los tiempos del rey Zvonimir el feudo de la Santa Sede. Antes de 1310, el papa Clemente V declarara a Pablo patrón y protector del monasterio de san Gregorio en Vrana, que fue donado por Zvonimir al papa Gregorio VII, y luego otorgado a los caballeros templarios. Hay indicios de que Pablo erigió una placa conmemorativa en la iglesia de santa María, en honor a Zvonimir. Las inscripciones en piedra que mencionan al duque Branimir del siglo IX fueron restauradas y colocadas en edificios de iglesias recién construidas.

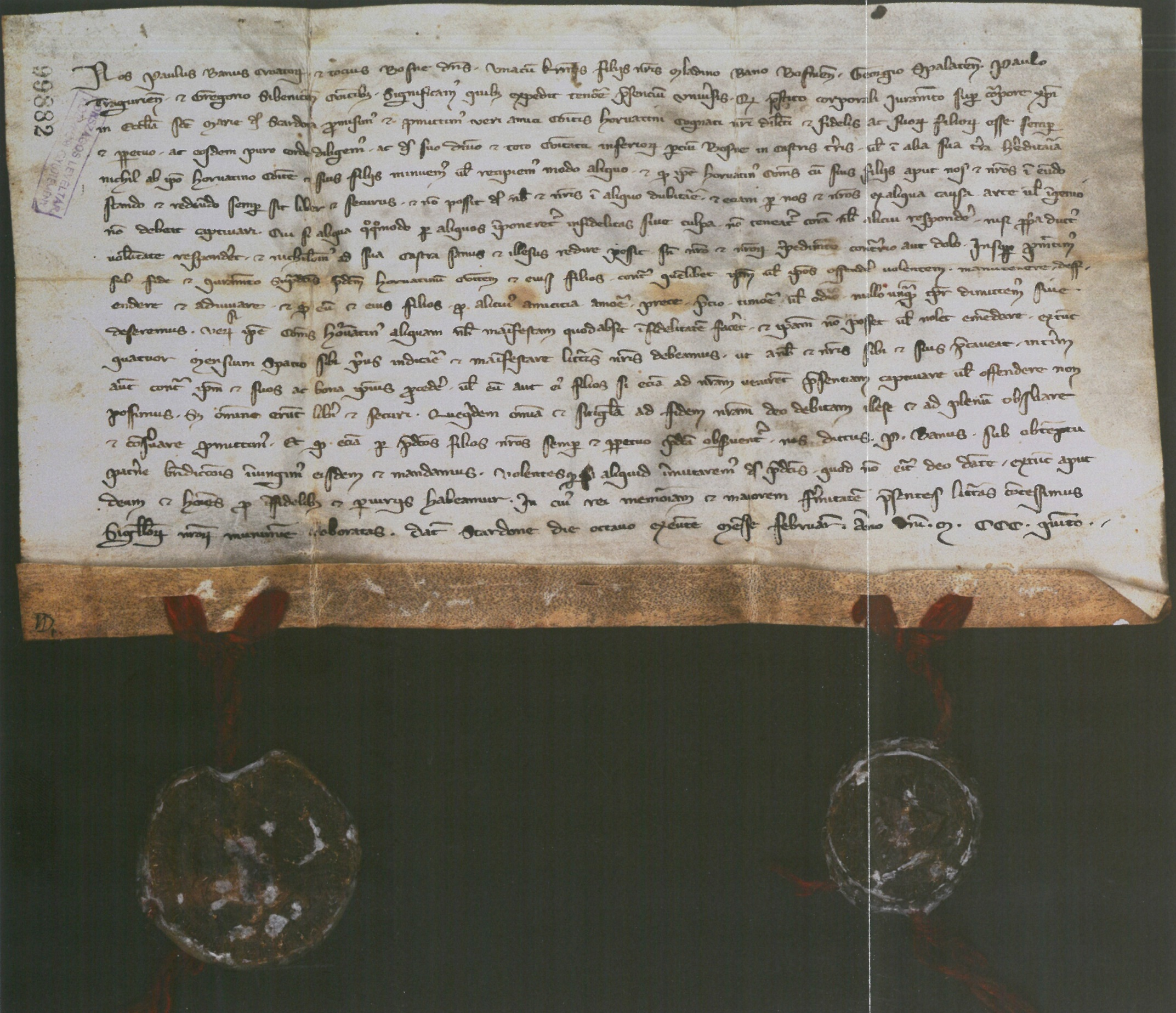
Una carta en latín emitida por Pablo en 1305 a Hrvatin Stjepanić.

En el apogeo de su poder, Pablo centró su atención en Zadar, la única ciudad costera de Dalmacia que no estaba bajo su control. Mantuvo estrechas conexiones con la nobleza de Zadar, los nombró en varios puestos dentro de su reino, y arbitró en disputas de tierras entre los ciudadanos de Zadar y el Condado de Bribir, a las que Venecia amenazó con multas severas. En 1308, Venecia capturó la ciudad de Ferrara en el norte de Italia. Como la ciudad fue reclamada como parte de los Estados Pontificios, el papa Clemente V impuso un entredicho sobre Venecia.
En 1310, Venecia se enfrentó a un intento fallido de Bajamonte Tiepolo por derrocar al dux de Venecia. Bajamonte entonces se refugió en las tierras de Pablo. El ban reunió un ejército en las cercanías de Zadar en la primavera de 1310 y permaneció inmóvil hasta que estalló un levantamiento contra las autoridades venecianas en Zadar en marzo de 1311. El hijo de Pablo, Mladen II, estaba a la cabeza del ejército enviado para ayudar a los rebeldes, y los venecianos se vieron obligados a huir de la ciudad. Mladen II fue proclamado conde de Zadar y príncipe de Dalmacia (en latín: princeps Dalmacie), ya que Zadar era considerada la capital de Dalmacia. El dux respondió enviando una gran flota para recuperar la ciudad. Pablo informó al papa sobre el curso de los acontecimientos, afirmó que Zadar estaba «liberada de la incautación ilegal de Venecia» y se refirió al entredicho del papa como pretexto para la intervención.
Las fuerzas bajo el mando de Mladen repelieron con éxito los ataques. Tanto el papa Clemente V como el rey Carlos Roberto protestaron por los ataques a Zadar, y Venecia acordó las negociaciones de paz que comenzaron en abril de 1312. No obstante, continuaron los combates, en el transcurso de los cuales fue capturado el comandante de la flota veneciana. Las negociaciones fueron manejadas por el segundo hijo de Pablo, Jorge II, y se prolongaron después de la muerte de Pablo. Pablo murió el 1 de mayo y fue enterrado en la iglesia de santa María en Bribir. Le sucedió su hijo, Mladen II.

## Descendencia
No se conoce el nombre de la primera esposa de Pablo. Pablo se casó con su segunda esposa, Ursa, en 1289. Probablemente era la hermana de Hrvatin Stjepanić, o la hija de Esteba Dragutin y Catalina de Hungría. Ursa murió en 1303. En una crónica sobre su muerte, se la menciona como la banesa de los croatas. Los dos hermanos de Pablo, Mladen I y Jorge I, tuvieron una influencia significativa durante su gobierno. Pablo tuvo cuatro hijos a quienes les dio posiciones y posesiones. Su primer hijo fue Mladen II, que fue príncipe de Dalmacia, conde de Zadar y ban de Bosnia, y sucedió a su padre como ban de Croacia y señor de Bosnia. Estaba casado con Helena, pariente de la Casa de Anjou. Después de la muerte de su padre, Mladen mantuvo para sí mismo el título de ban de Bosnia y señor de Hum, y solo permitió que su hermano Jorge II, el segundo hijo de Pablo, participara en el nivel superior de gobierno. Jorge II fue el conde de las ciudades dálmatas. Los otros dos hijos, Pablo II y Gregorio II, eran mucho más jóvenes y tenían títulos inferiores.